# IRAS 17163-3907
IRAS 17163-3907 eller Hen 3-1379 är en ensam stjärna i den norra  delen av stjärnbilden Skorpionen. Den har en skenbar magnitud av ca 12,45 och kräver ett ktaftfullt teleskop för att kunna observeras. Baserat på parallax enligt Gaia Data Release 2 på ca 0,83 mas, beräknas den befinna sig på ett avstånd på ca 3 900 ljusår (1 200 parsek) från solen. Den rör sig närmare solen med en heliocentrisk radialhastighet på ca -42 km/s.

## Observation
Stjärnan upptäcktes och katalogiserades 1976 som emissionslinjestjärna Hen 3–1379 och klassificerades 2003 som en protoplanetarisk nebulosa efter en undersökning av 2,2 mikron infraröd strålning. År 1989 analyserades den som en post-AGB-stjärna och antogs ha en ljusstyrka på 9 600 gånger solens och ett avstånd runt 1 000 pc.
Även om IRAS 17163-3907 är en av de ljusaste källorna till infraröd strålning på himlen, gjordes väldigt få observationer innan 2011 då den föreslogs ligga på ett mycket större avstånd och därmed vara ett mycket ljusstarkt objekt, förmodligen en gul superjätte.

## Egenskaper
IRAS 17163-3907 är en vit till gul superjättestjärna av spektralklass A3-A6 Ia. Den har en massa som är ca 22 solmassor, en radie på ca 325 solradier och utsänder från dess fotosfär energi motsvarande ca 500 000 gånger solen vid en effektiv temperatur av ca 8 400 K.

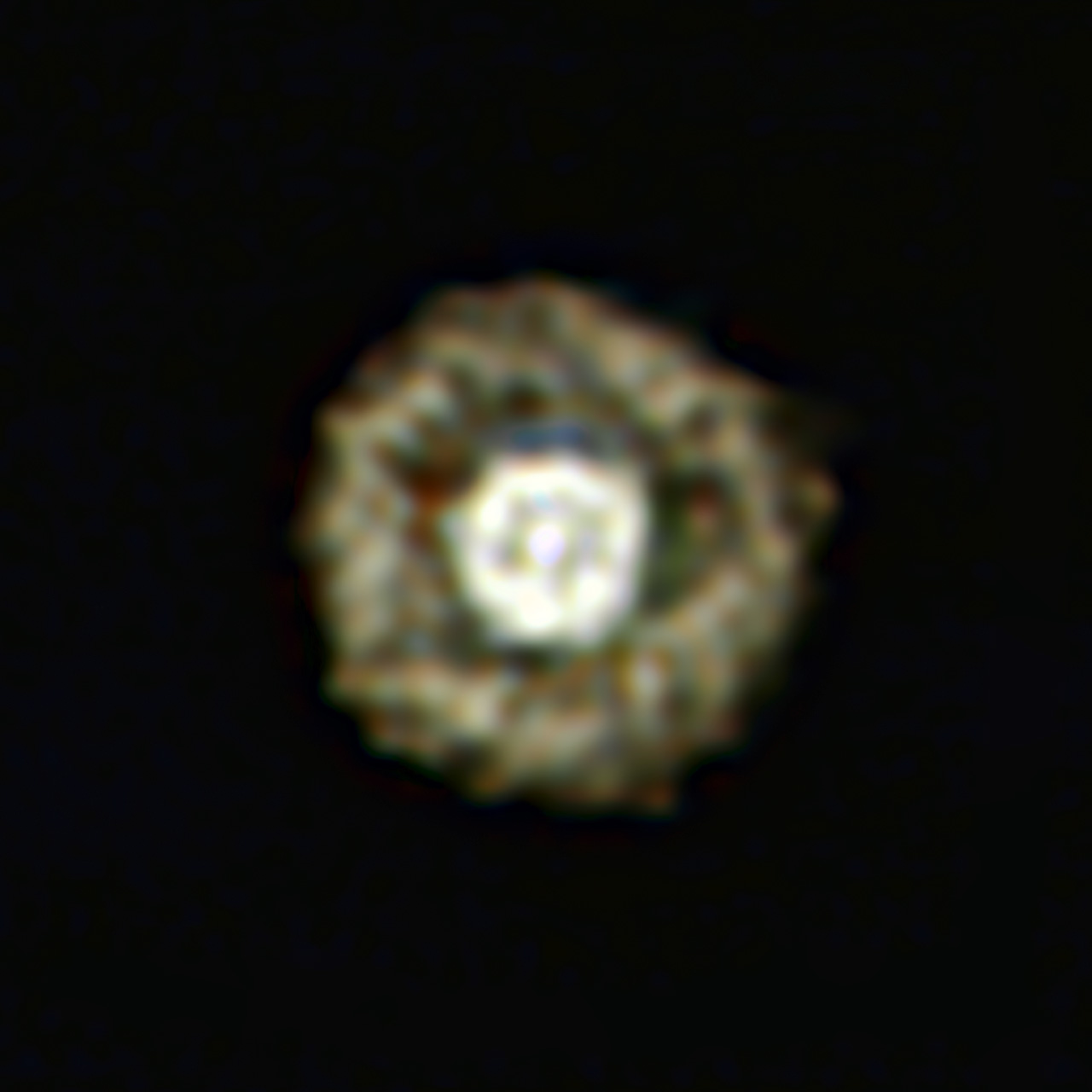
Nebulosa kring den gula superjätten IRAS 17163−3907, avbildad med the Very Large Telescope.

Bilden av stjärnan som fick den att kallas för ”stekt ägg”-nebulosan togs i mitten av det infraröda spektrumet av VISIR-instrumentet i Very Large Telescope i Atacamaöknen i norra Chile. Filtren klarade ljus med frekvenserna 12 810 nm (mappad till rött i bilden), 11 850 nm (mappad till grönt) och 8 590 nm (mappad till blått). Fotografiet på bilden är ett av de bästa som någonsin tagits av en gul superjätte. Stjärnan förväntas så småningom avsluta dess liv i en supernova.

## Skal
Stjärnan kännetecknas av två synliga stoftskal. Det inre skalet är 4 800 AE i diameter och det yttre skalet är 12 000 AE brett. Materialkällan för skalen är material som kastas ut från stjärnan under utstötningshändelser som är vanliga hos superjättar. Tidsperioden mellan utdrivning av material som orsakar det första och andra yttre skalet uppskattas till 435 år och den totala massan som utstötts är cirka 4 solmassor, varav ca 1 procent är stoft. När stjärnan är som mest aktiv skjuter den ut material lika med en solmassa med några hundra års mellanrum. Skalen har också upptäckts vara rika på silikater och därmed syre. Stjärnan kan innehålla fler yttre skal, men de upptäcktes inte av VISIR-instrumentet, eftersom instrumentets synfält är otillräckligt. Uppskattningar av det yttre skalet är att det innehåller 0,17 solmassor av stoft och producerades i ett utbrott för 17 000 år sedan som drev ut 6-7 solmassor av gas.
Egenskaperna hos dessa skal anses likna de som omger IRC+10420 (även en utvecklad massiv stjärna som lider kraftig massförlust) såväl som, för det yttre skalet, de kring lysande blå variabler, vilket tyder på att IRAS 17163−3907 är i ett pre-LBV-stadium och att ringnebulosorna som ofta omger dessa typer av stjärnor kan ha sitt ursprung med massförlust under det röda superjättestadiet.